# Paramos
Paramos est une paroisse civile portugaise (en portugais : freguesia) de la municipalité d'Espinho dans le district d'Aveiro.

## Géographie
Paramos est située sur la côte Atlantique, au sud de l'aire métropolitaine de Porto.
Elle accueille sur son territoire l'aérodrome d'Espinho.

## Démographie
Lors du recensement de 2021, Paramos compte 3 127 habitants. C'est ainsi la paroisse la moins peuplée de la municipalité d'Espinho.